# Epirinus asper
Epirinus asper là một loài bọ cánh cứng trong họ Bọ hung (Scarabaeidae).